# Таныповка
Таны́повка (баш. Танып) — деревня в Татышлинском районе Башкортостана, входит в состав Нижнебалтачевского сельсовета. 

## История
Основана деревня в 20-е гг. XX в. на территории Бирского кантона.

## Население
| 2002 | 2009 | 2010 |
| ---- | ---- | ---- |
| 106  | ↘98  | ↗101 |

Национальный состав
Согласно переписи 2002 года, преобладающая национальность — удмурты (99 %).

## Географическое положение
Расстояние до:
- районного центра (Верхние Татышлы): 34 км,
- центра сельсовета (Нижнебалтачево): 11 км,
- ближайшей ж/д станции (Чернушка): 28 км.

## Инфраструктура
Население занято в ОАО “Рассвет".